# Cornelis Lazonder
Cornelis Lazonder (Giessen-Nieuwkerk, 10 april 1913 - Renesse, 10 december 1944) was betrokken bij het verzet tijdens de Tweede Wereldoorlog.

## Verzet tegen meldingsplicht
Lazonder was tijdens de Tweede Wereldoorlog gemeentesecretaris van Renesse. In 1943 werd hij waarnemend burgemeester van Elkerzee en Ellemeet.
De Duitsers op Schouwen-Duiveland maakten op 3 december 1944 bekend dat alle mannen tussen de 17 en 40 jaar zich moesten melden. Aan de gemeenteambtenaren van de nog bevolkte dorpen werd opdracht gegeven lijsten samen te stellen met de namen en verblijfplaatsen van deze mannen.
Zowel gemeentesecretaris Cornelis Lazonder als ook de nog jonge ambtenaar ter secretarie Willem Maarten Boot kregen de morgen van 4 december bezoek van iemand van het verzet. Beiden wensten in geen geval mee te werken aan het opstellen van lijsten voor de bezetter, maar ze zaten met het probleem de bevolkingsregisters veilig te stellen. Verzetsman Stoffel van den Hoek stelde voor dat hij, samen met Adriaan Martijn Padmos, de kluis, waarin behalve de namen van de mannen uit Renesse, ook die van Noordwelle, Serooskerke, Ellemeet en Scharendijke zaten, zou leeghalen, en de inhoud zou laten verdwijnen.
Zowel Lazonder als Boot doken onmiddellijk onder, nadat Boot de sleutels van de kluis had afgegeven.

## Arrestatie
In de nacht van 6 december 1944 werd Lazonder gearresteerd door de Duitsers bij een poging met 16 anderen vanuit het bezette Schouwen-Duiveland met een mosselkotter met Engelse commando's over te steken naar het bevrijde Noord-Beveland. Hij raakte tijdens het vuurgevecht zwaargewond.

## Vonnis
In het vonnis door het Standgericht werden de negen verzetsstrijders veroordeeld tot de dood door de strop. Apart werd melding gemaakt van de situatie waarin Lazonder zich bevond. Hij zou als hij enigszins hersteld was ook terechtgesteld worden door ophanging.

## Ophanging
Zover lieten de Duitsers het niet komen. Toen de negen mannen werden opgehangen moest Lazonder vanaf een brancard toezien, hoe zijn vrienden werden vermoord. Toen hij kort daarna aan zijn verwondingen bezweek, werd ook hij opgehangen. Hij wordt vanaf 10 december 1944 gerekend tot de Tien van Renesse.
Cornelis Lazonder was een jongere broer van de bekende predikant Adrianus Wijnandus Lazonder.